# Lưu trữ trạng thái rắn
Lưu trữ trạng thái rắn / lưu trữ thể rắn (solid state storage) là một loại lưu trữ máy tính không bay hơi, lưu trữ và truy xuất thông tin kỹ thuật số chỉ sử dụng các mạch điện tử, không có bất kỳ sự tham gia nào của các bộ phận cơ khí chuyển động. Điều này về cơ bản khác với lưu trữ cơ điện truyền thống, lưu trữ dữ liệu bằng cách sử dụng phương tiện chuyển động quay hoặc chuyển động tuyến tính được phủ bằng vật liệu từ tính.
Các thiết bị lưu trữ thể rắn thường lưu trữ dữ liệu bằng cách sử dụng bộ nhớ flash không bay hơi có thể lập trình bằng điện, tuy nhiên một số thiết bị sử dụng bộ nhớ truy cập ngẫu nhiên dễ bay hơi (RAM) được hỗ trợ bằng pin. Không có bộ phận cơ khí chuyển động, lưu trữ ở trạng thái rắn nhanh hơn nhiều so với lưu trữ cơ điện truyền thống; nhưng có nhược điểm, bộ lưu trữ trạng thái rắn đắt hơn đáng kể và bị hiện tượng khuếch đại ghi.
Thiết bị lưu trữ thể rắn có nhiều loại, hệ số dạng, kích thước không gian lưu trữ và các tùy chọn giao diện để đáp ứng các yêu cầu ứng dụng cho nhiều loại hệ thống và thiết bị máy tính khác nhau.